# Torre dell'Orte
La torre dell'Orte è una torre costiera situata sul litorale salentino a sud di Otranto, nei pressi di Capo d'Otranto, il punto più orientale d'Italia.

## Storia e descrizione
I lavori di costruzione iniziarono nel 1565 ad opera dei maestri Cesare D'Orlando, Tommaso Vangale e Cola D'Andrano, e la forma era troncopiramidale con lato di 16 metri ed è interamente costruita in carparo, con spigoli rinforzati da bugne dello stesso materiale: l'accesso avveniva da monte come in tutte le torri costiere.
Nel 1608 risulta ancora in costruzione.
Nel 1826 la struttura difensiva venne incorporata nella masseria omonima di cui fungeva da magazzino.
La torre era in comunicazione con la torre del Serpe, a nord e a sud con torre Palascìa, oggi crollata.